# Ab Pakhsh
Āb Pakhsh (farsi آب پخش) è il capoluogo della circoscrizione omonima dello shahrestān di Dashtestan, nella provincia di Bushehr, Iran.